# Antyliban

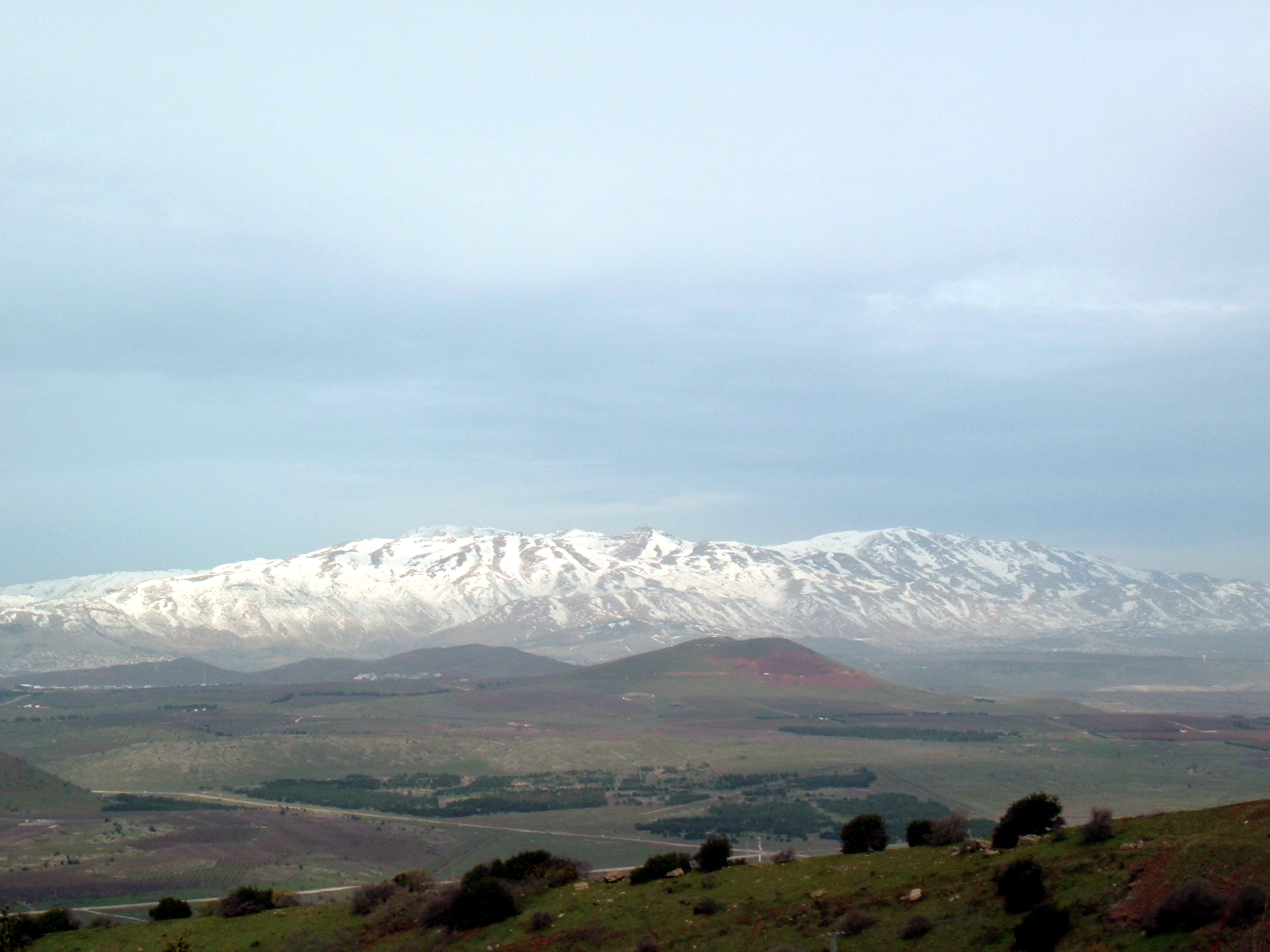
Góra Hermon, najwyższy szczyt Antylibanu

Antyliban – pasmo górskie na Bliskim Wschodzie, na granicy Izraela, Syrii i Libanu, ciągnące się na długość ok. 150 km. Najwyższy szczyt: Hermon (2814 m n.p.m.).
Zbudowane głównie z trzeciorzędowych wapieni i skał wulkanicznych. Na terenie Antylibanu występują zjawiska krasowe. Stoki wykazują wyraźną asymetrię: ku zachodowi stromo opada do doliny Bekaa, natomiast ku wschodowi pasmo górskie obniża się łagodnie, terasowo. Obszary odznaczające się większą sumą opadów porastają wieczne zielone lasy dębowe i roślinność krzewiasta typu makkia. Z kolei bardziej suche stoki wschodnie porasta roślinność typowo półpustynna.
Antyliban jest ważnym obszarem strategicznym. Między innymi miały tu miejsce bitwy w wojnach arabsko-izraelskich z roku 1967 i 1973.
Przez góry Antyliban prowadzi linia kolejowa i droga samochodowa Damaszek-Bejrut. W leżącej na wschód od Antylibanu dolinie leży Damaszek.